# Le marché du couple
Le marché du couple è un film documentario sull'amore del 1990, diretto da Alain d'Aix, Louis Fraser e Morgane Laliberté, prodotto da Nathalie Barton, Guy Bergeron, Doris Girard e Monique Létourneau a cura di InformAction Films Inc. e National Film Board of Canada (NFB).

## Trama
Juliette, una giornalista sta realizzando una serie di articoli sui rapporti d'amore. Tristan un amico e compagno di bevute della giornalista, decide di realizzare un gioco da tavolo basato sui rapporti sentimentali, una specie di Monopoly dell'amore per le coppie. Insieme collaborano intervistando uomini, donne, coppie, agenzie d'incontri, titolari di negozi per sposi e baristi. Alla fine il gioco prende il via.

## Riconoscimenti
- 1990 - Gemeaux.
  - Nominati per la miglior realizzazione di un film documentario: Alain d'Aix e Louis Fraser.
  - Nominata per il miglior film documentario: Nathalie Barton.